# St. Étienne M1907
Das St. Étienne M1907 (französisch Mitrailleuse Saint-Étienne modèle 1907) ist ein luftgekühltes Maschinengewehr aus französischer Produktion, das im Ersten Weltkrieg und Zweiten Weltkrieg im Einsatz war.

## Geschichte

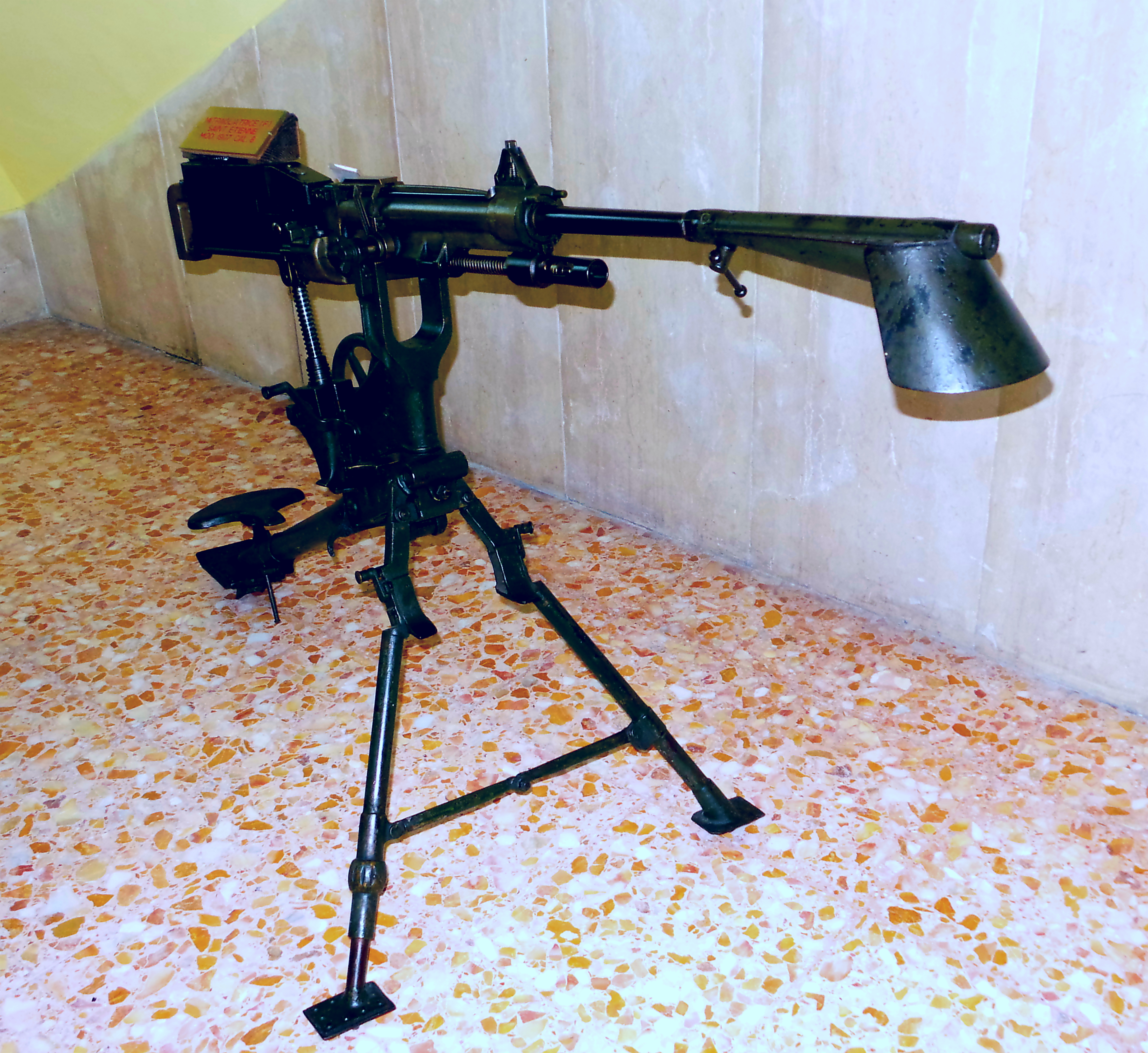
Maschinengewehr Saint Etienne Modell 1907, ausgestellt im Infanteriemuseum Rom

Um die Jahrhundertwende begutachtete das französische Militär einige MG-Entwicklungen des privaten Unternehmens Hotchkiss et Cie. Während die Testexemplare technisch überzeugten und einige auch angeschafft wurden, hatte man aus politischen Gründen beschlossen, dass die Hauptbewaffnung aus staatseigenen Betrieben stammen müsse. Ein erster Versuch war das neuentwickelte MG Puteaux M1905, das sich als untauglich herausstellte. Daraufhin wurde im staatlichen Arsenal von Saint-Étienne der Entwurf überarbeitet, was aber zu keiner entscheidenden Verbesserung führte. Im Grabenkrieg während des Ersten Weltkrieges traten die Mängel des St. Étienne zu Tage, fortwährende Ladehemmungen machten die Waffe unzumutbar für die Frontsoldaten. Ab 1917 endlich zog man das St. Étienne M1907 von der Front ab und ersetzte es durch das einfachere und weitaus robustere Hotchkiss-MG. Dies kam in seiner überarbeiteten Modellvariante Hotchkiss M1914 dann doch noch zum Zuge und wurde zum Standard-MG bestimmt. Restbestände des M1907 wurden an Sekundärtruppen, Schutztruppen in französischen Kolonien oder an Italien weitergegeben.

## Technik
Wie das Konkurrenzmodell von Hotchkiss ist das St. Étienne ein Gasdrucklader. Der Gaskolben mit einer hinten angebrachten Zahnstange wird jedoch nach vorn gestoßen, die Kraftübertragung auf den Verschluss erfolgt umständlich über ein Zahnrad, die Schließfeder liegt weitgehend offen unter dem Lauf. Die Schusskadenz der Waffe kann mit einer hydraulischen, vom  Puteaux-Vormodell übernommenen Verzögerungsvorrichtung zwischen 500 und 8 Schuss/Min. reguliert werden.
Diese Vorrichtung machte die schon gegen Verschmutzung empfindliche und unzuverlässige Waffe zusätzlich kompliziert. Zu diesen Problemen kam erschwerend das minderwertige Material hinzu. Der verwendete Stahl war nicht hitzeresistent genug; bei fortgesetztem Dauerfeuer neigten entweder Verschlussteile zu Brüchen oder die Schließfeder erlahmte. Geladen wurde das MG durch seitlich zugeführte Laderahmen, die sich leicht verbogen und eine zusätzliche Schwachstelle darstellten. Insgesamt wurden 41.000 Exemplare dieser Waffe gefertigt (30.000 in St.-Étienne und 11.000 in Châtellerault).